# 西都市消防本部
西都市消防本部（さいとししょうぼうほんぶ）は、宮崎県西都市の消防部局（消防本部）。西都市全域を管轄区域とする。

## 概要

### 所在地
- 消防本部・消防署 : 宮崎県西都市大字三宅2445番地13

### 管内の概要
- 管内人口 : 29,461人
- 管内世帯数 : 12,019世帯
- 管内面積 : 438.79 km2

2019年（平成31年）2月1日現在

## 組織
- 消防長
  - 消防次長（西都市消防署長兼）
    - 総務課
    - 予防課
    - 警防課
    - 西都市消防署

## 消防署
| 消防署       | 住所               |
| ------------ | ------------------ |
| 西都市消防署 | 大字三宅2445番地13 |